# Topham Beauclerk

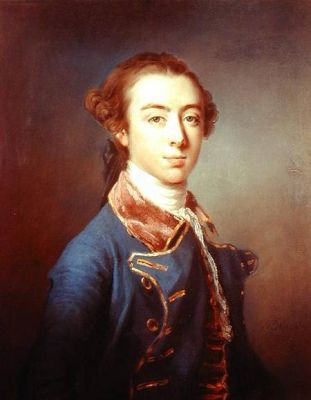
Portret Tophama Beauclerka

Topham Beauclerk (ur. 22 grudnia 1739 w Down, zm. 11 marca 1780 w Bloomsbury) – brytyjski szlachcic, jedyny syn lorda Sidneya Beauclerka i Mary Norris, córki Thomasa Norrisa.

## Życiorys
Stracił ojca w wieku zaledwie 5 lat.
Naukę odbywał w Trinity College w Cambridge. Uczelnię ukończył 11 listopada 1757 r., ale raczej bez tytułu naukowego. Zawarł za to tam znajomość z Bennetem Langdonem. Beauclerk interesował się zarówno naukami ścisłymi jak i humanistycznymi, świetnie radził sobie w rozmowach na każdy temat.
Był bardzo bliskim znajomym słynnego językoznawcy dr Samuela Johnsona, którego poznał w 1757 r. W napisanej przez Jamesa Boswella biografii doktora, Beauclerk jest jedną z najczęściej wymienianych postaci. Leżąc na łożu śmierci w 1784 r. Johnson powiedział, że „poszedłby na najgłębsze czeluście świata, aby ocalić Beauclerka”.

## Życie prywatne
12 marca 1768 r. w St George’s na Hanover Square w Londynie, poślubił lady Dianę Spencer (1734–1808), córkę Charlesa Spencera, 3. księcia Marlborough i Elisabeth Trevor, córki 2. barona Trevor. Ślub odbył się dwa dni po rozwodzie panny młodej z lordem Bolingbroke. Pomimo tego, Topham i Diana tworzyli zgodne i udane małżeństwo. Doczekali się razem syna i trzech córek:
- Mary Day Beauclerk (1766–1851), żona Franza Rufusa von Jenison-Walwortha, miała dzieci
- Elisabeth Beauclerk (1766–1793), żona George’a Herberta, 11. hrabiego Pembroke, miała dzieci
- Charles George Beauclerk (1774–1846), ożenił się z Emily Ogilvie, miał dzieci
- Anne Beauclerk (ur. ok. 1780)

Topham Beauclerk zmarł w swoim domu przy Great Russell Steat w Bloomsbury. Pozostawił po sobie liczącą 30 000 woluminów bibliotekę, która została sprzedana rok później. Lista zbiorów znajduje się w British Museum.